# 細川満春
細川 満春（ほそかわ みつはる）は、室町時代の武将。淡路国守護。細川淡路守護家の出身。

## 概要
嘉慶元年/元中4年（1387年）10月19日に父の細川氏春が死亡したことで家督と淡路守護職を継承した。康応元年/元中6年（1389年）3月に行われた足利義満の厳島神社参詣に同行しており、細川左馬助として名前が見える。